# 民間伝承における近親相姦
民間伝承における近親相姦（みんかんでんしょうにおけるきんしんそうかん）では、民間伝承、昔話にみられる近親相姦について述べる。

## 概要
民間伝承、昔話において、近親相姦は神話のように頻繁に登場するわけではない。関西大学の髙岸敦夫によると、「この（近親相姦）モチーフが使われている昔話の多くは状況や展開が『ロバの皮』と似通ったもの」である。昔話に登場する近親相姦のモチーフの代表的なものは、「ロバの皮」型の民話のように、父親が娘に求婚するが娘はそれを拒んで去るというもので、近親相姦は行われない。また、「ロバの皮」型の民話においても「父親が娘に求婚する」というモチーフは必須ではない。
20世紀には、潜在的な親殺し・近親相姦の願望を表す概念「エディプス・コンプレックス」が注目を集め、昔話研究においてもこれを取り入れることが流行った。「ロバの皮」型の民話は一見「エディプス・コンプレックス」の観点から取り上げるのに適しているように見え、そのように扱われたため、論争を呼び、アプローチが素朴すぎると批判された。

## 「ロバの皮」型民話

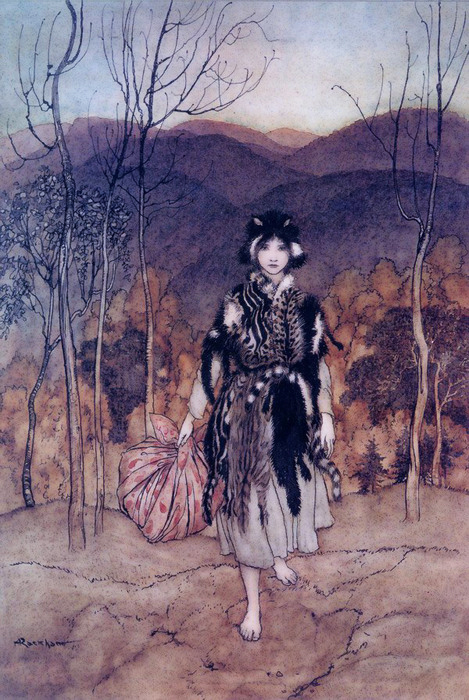
アーサー・ラッカムによる「千匹皮」の王女の絵

世界中にみられる「シンデレラ」型の一形態と考えられる昔話の話型に、「ロバの皮」に代表される、ヒロインが毛皮を被り身分を隠すという類話群があり、このタイプの特徴の1つに物語前半にヒロインが実の父から求婚されるという近親相姦のモチーフがある（アールネ・トンプソンのタイプ・インデックス〔国際昔話話型カタログ〕のアールネ＝トンプソン＝ウター分類〔2004年改訂版〕においては、「ロバの皮」型はATU510〔いわゆる「シンデレラ・サイクル〕のうちATU510Bに分類されている）。浜本隆志は、ロバの皮の類話群では冒頭で近親相姦の素材が扱われる場合が多いと指摘している。例えば、ジャンバティスタ・バジーレの『ペンタメローネ』に収録された「牝熊」では、父親の王に求婚された娘が熊に変身し森に逃げ込むが、王子のキスで変身が解けその王子と結婚するという話で、シャルル・ペローの『ペロー童話集』の『ペンタメローネ』所収の話をフランスの宮廷向けに改変した「ロバの皮」では、父親の王に求婚された娘が、ロバの皮を被り国外に脱出し王子と結婚する話となっている。
ただし、昔話に登場する近親相姦のモチーフの代表的なものは、「ロバの皮」型のように、「父親が娘に求婚するが、娘はそれを拒んで父親のもとから離れる」というもので、近親相姦は行われず、未遂に終わり、神話などのジャンルとはかなりの隔たりがある。また、「ロバの皮」型において「父親が娘に求婚する」というモチーフは必須ではなく、父からの求婚を別のものに置き換えても成立する類話群であり、髙岸敦夫は、近親相姦が話全体の主題になっているとは言い難いと述べている。
浜本隆志は、『グリム童話』の初版の「白雪姫」で実母が娘を殺害しようとする筋を不自然とみなし、本当は「白雪姫」も「ロバの皮」の類話群と同じ父と娘の近親相姦を扱う話だったからではないのかと推測している。『グリム童話』の初版では、父親が娘と結婚する「千匹皮」という作品もあったが、読者からの強い抗議で改変された。『グリム童話』には父親が娘に性的関係を強要しようとして拒まれたため胸と腕を切り落とす「手なし娘」という話も収録される予定だったが、この話を問題視したヴィルヘルム・グリムによって近親相姦的描写は全面カットになった。
20世紀には「ロバの皮」型を「エディプス・コンプレックス」の観点から取り上げることが流行ったが、古くはオーストリアの精神分析家のオットー・ランクは、『文学作品と伝説における近親相姦モチーフ』（初版1912年、増補改訂版1926年）で、近親相姦を扱った民衆本や聖徒伝、文学作品は古代だけでなくキリスト教中世においても数多く見られると主張し、父－娘関係を論じる際に「ロバの皮」型の語をいくつか取り上げている。しかし、近親相姦のモチーフがあるから「エディプス・コンプレックス」が表されているとする見方は素朴に過ぎ、大きな問題があると批判を浴びた。

## 再話文学

### 『カレワラ』の「クッレルヴォ・サイクル」
フィンランドのカレリア地方に口承されていた古謡を19世紀に採話整理し、それを編集・創作した文学作品・長編叙事詩『カレワラ』では、ウンタモ族に滅ぼされたカレルヴォ族の子で、ウンタモ族の元で奴隷として虐待的に育てられたクッレルヴォは、出会った少女と生き別れた実の兄妹と互いに知らずに兄妹相姦し、翌日それを知った妹は自殺。クッレルヴォはウンタモ族に復讐を果たすと、妹が死んだ場所で自殺する。